# Life After Sex
Life After Sex (engelska: Londinium) är en brittisk långfilm från 2001 i regi av Mike Binder, med Mike Binder, Colin Firth, Mariel Hemingway och Irène Jacob i rollerna.

## Rollista
| Mike Binder         | – Ben Greene               |
| Colin Firth         | – Allen Portland           |
| Mariel Hemingway    | – Carly Matthews Portland  |
| Irène Jacob         | – Fiona Delgrazia          |
| Stephen Fry         | – Nigel Steele (Therapist) |
| Jack Dee            | – Glen                     |
| Stephen Marcus      | – Davey                    |
| Christopher Lawford | – Davis                    |
| Michael Meader      | – Sitcom Husband           |
| David Reid          | – Assistant Director       |
| Fabien Riggall      | – Sitcom Son               |
| Gordon Sterne       | – Color of My Life Actor   |
| Kerry Appleyard     | – Ben's Assistant          |
| Tony Allen          | – Rabbi                    |
| Michael Deaton      | – Minister                 |